# タワーブリッジ
タワーブリッジ（英語: Tower Bridge）は、イギリスのロンドン市内を流れるテムズ川に架かる跳開橋。1886年に着工、1894年に完成した。可動部分は初期は蒸気機関で水をパイプに通して跳開部の端に水圧を掛けシーソーの原理を利用して開閉していた（この技術は世界で初めてこの橋が実用に供した）が、現在は電力を利用している。イギリス指定建造物の第一級指定建築物に指定されている。
第二次世界大戦中はドイツ空軍の爆撃目標、あるいはV2ロケットなどの目標となり、1944年8月2日にはV-1ロケット1発が車道部分に命中して被災した。
「タワー」は近くのロンドン塔に由来し、やはりロンドン観光の定番スポットであるが、すぐ上流（西側）にある民謡「ロンドン橋落ちた」で有名なロンドン橋と誤解されがちである。

## 経緯
19世紀後半、イーストエンド・オブ・ロンドンの商業発展のためロンドン橋の下流に新たな橋が求められた。しかし、ロンドン橋とロンドン塔の間にプール・オブ・ロンドンが存在し、入港の障害となることを避けるため固定された橋の建設はできなかった。この問題を解決するため1876年に設立された委員会は、デザインの公募を行い、テムズ川を横断する方法を模索した。50以上集まった提案に対する評価の議論は長引き、1884年に都市建築家であるホーレス・ジョーンズの設計が承諾された。

## 特徴

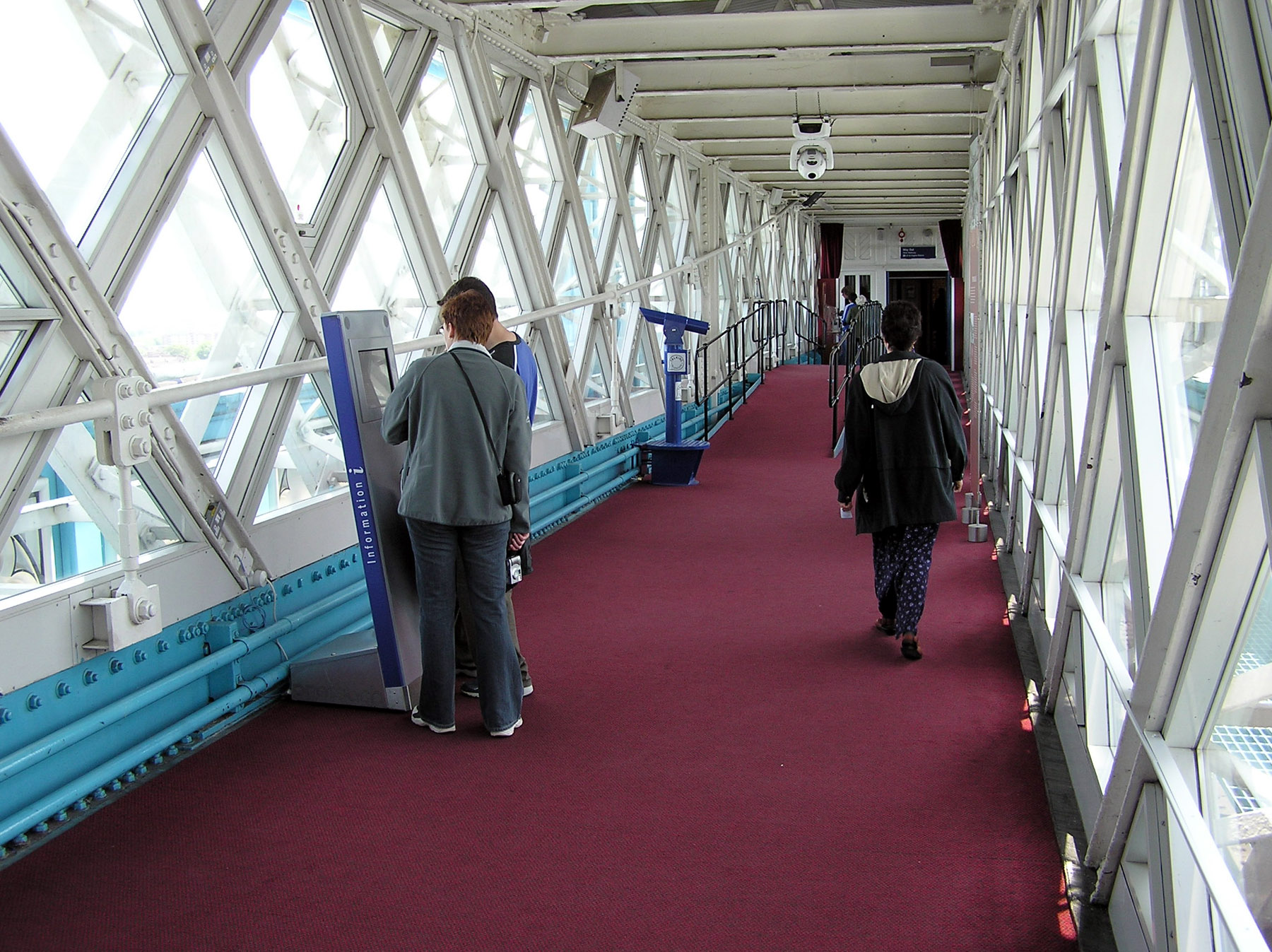
上部橋の展示室内部

橋の長さは244m、左右にあるゴシック様式の主塔の高さは65mあり、内部は展望通路・歴史博物館がある。主塔間の橋桁の長さは61m、上部橋の高さは44mである。塔のデザインは鉄塔を腐食から守る目的と、ロンドン塔の景観への配慮から、コーンウォール産花崗岩とポートランド石で覆われている。主塔上部には跳開用の水を流すパイプを通すために、跳開時用の歩道橋が設けられた。主塔の階段を上って通行できた上部橋は利用者が少なかったことから1910年に閉鎖されたが、エレベーターが設置されて1982年に展示室として公開された。まるで城のような非常に豪華な塔が並ぶことから、「世界一美しくて豪華な橋」「世界一有名な橋」などと称されることもある。

## ギャラリー

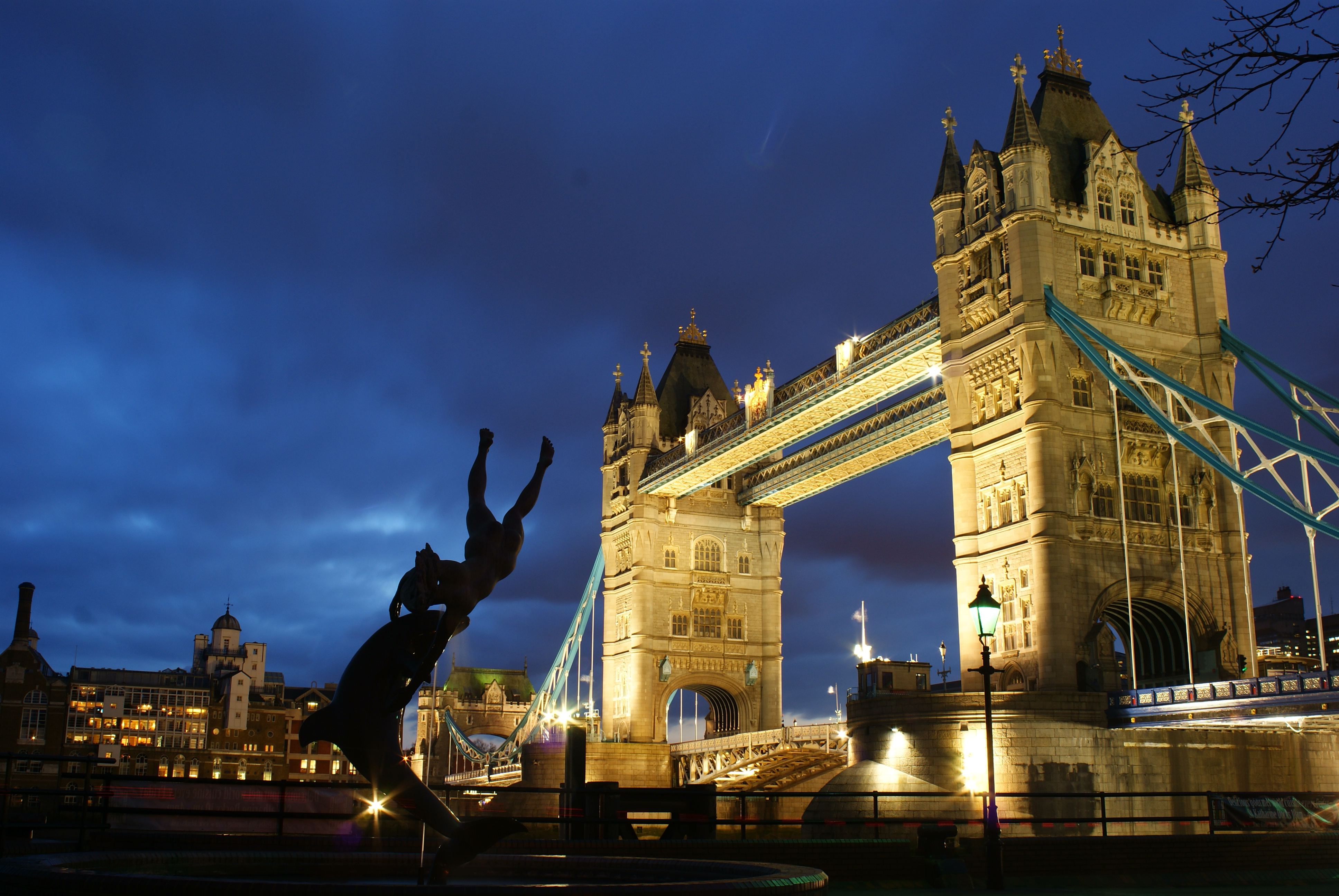
タワーブリッジと『少女とイルカ』の像
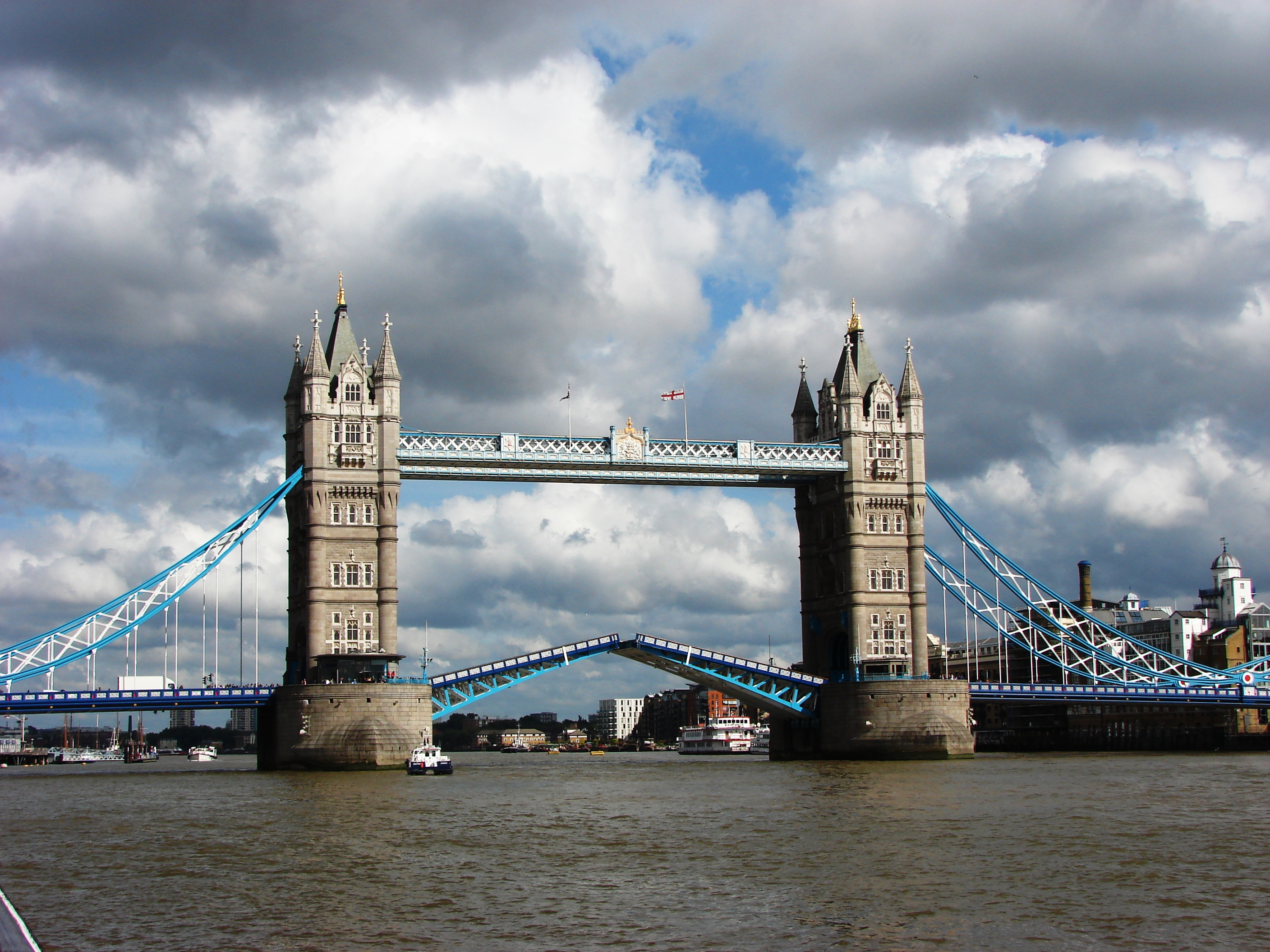
開橋時1
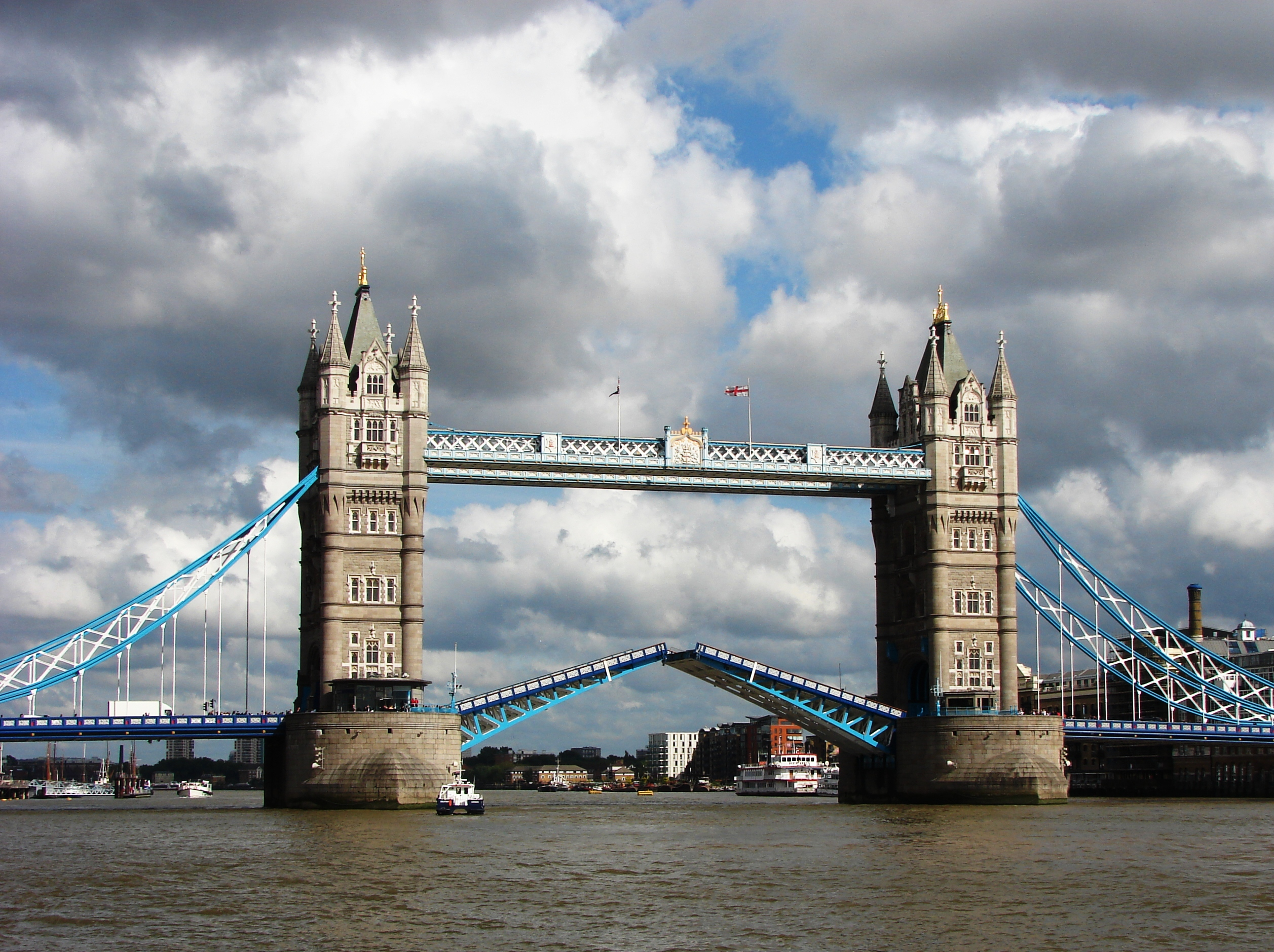
開橋時2
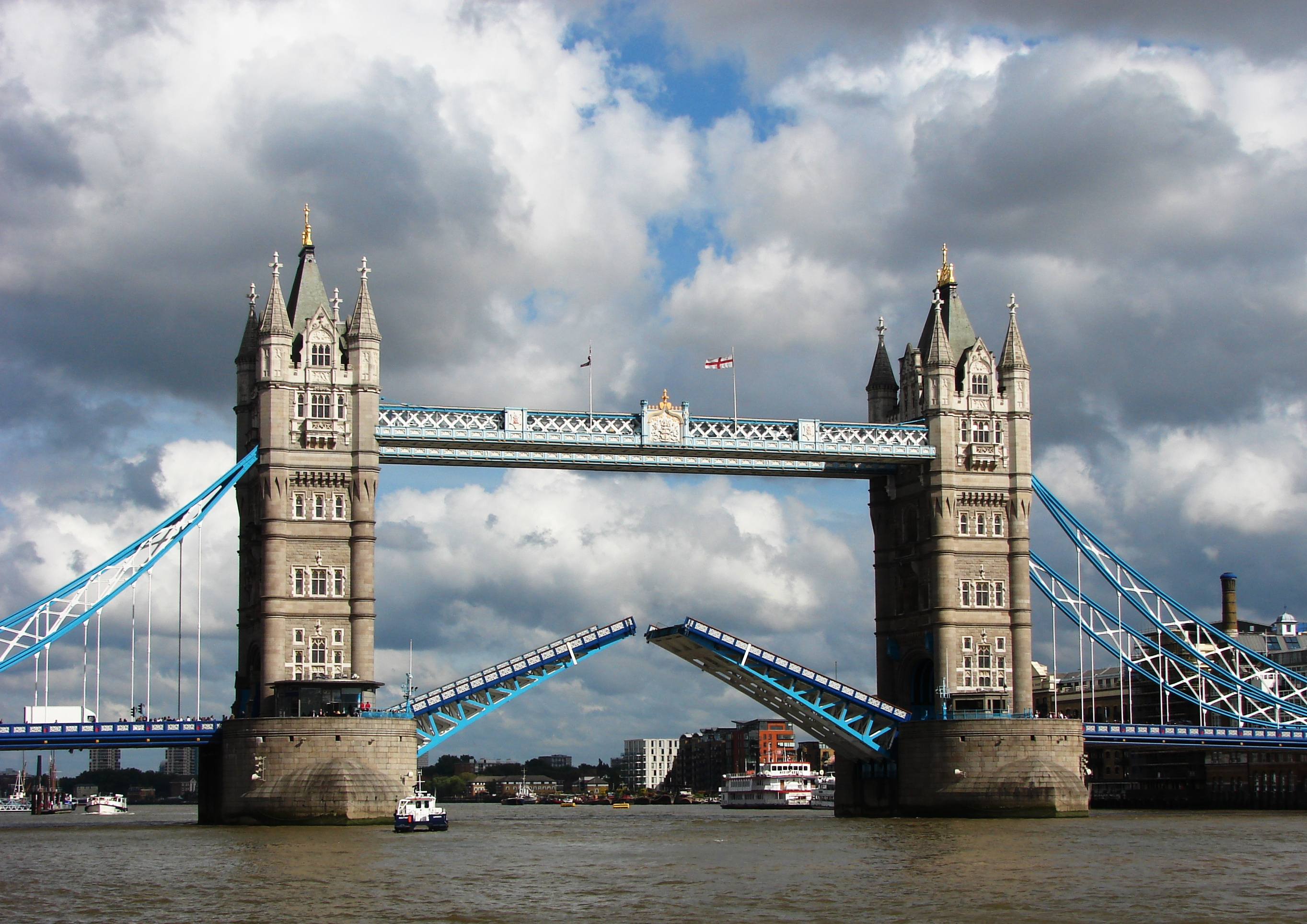
開橋時3
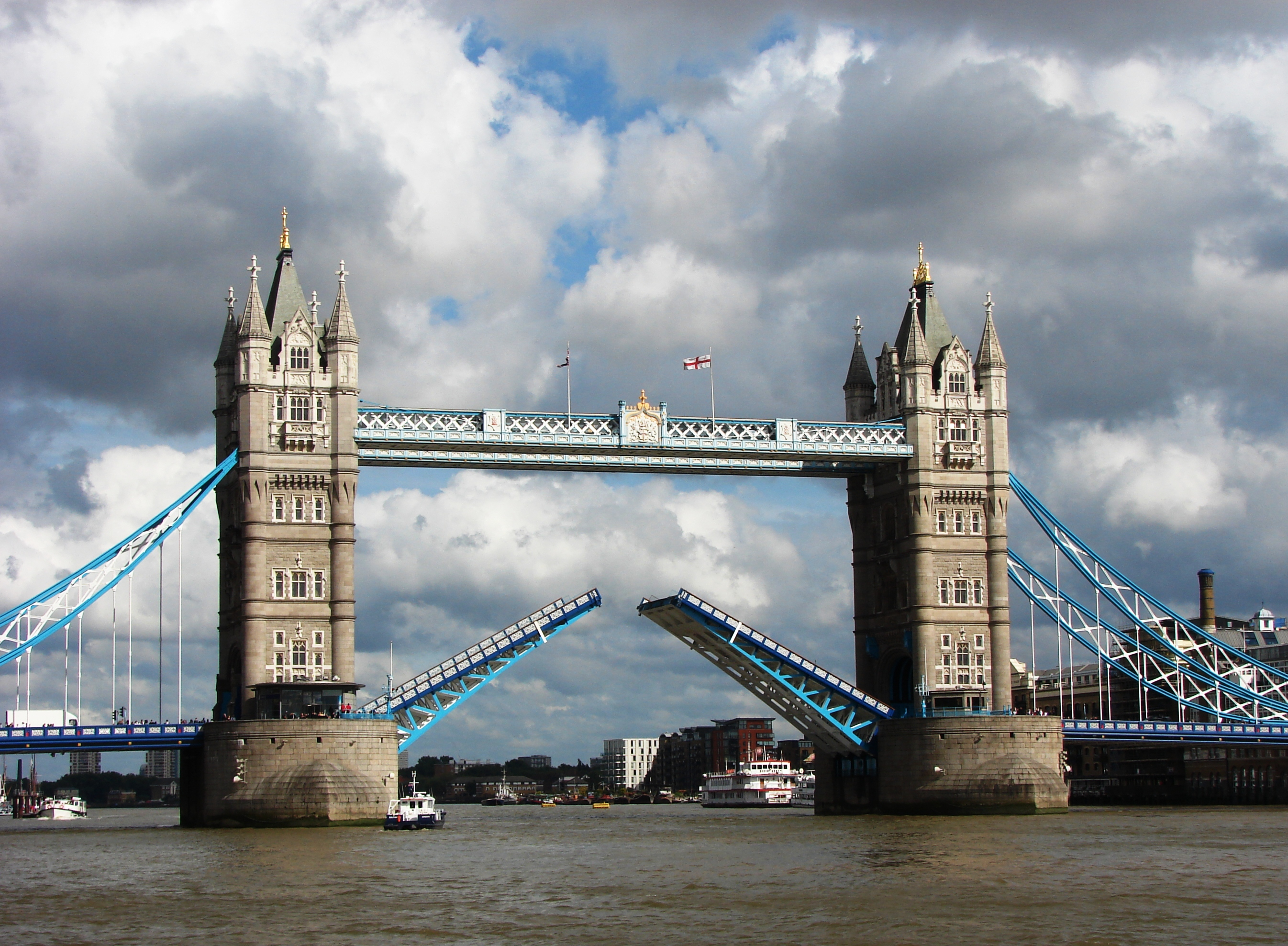
開橋時4
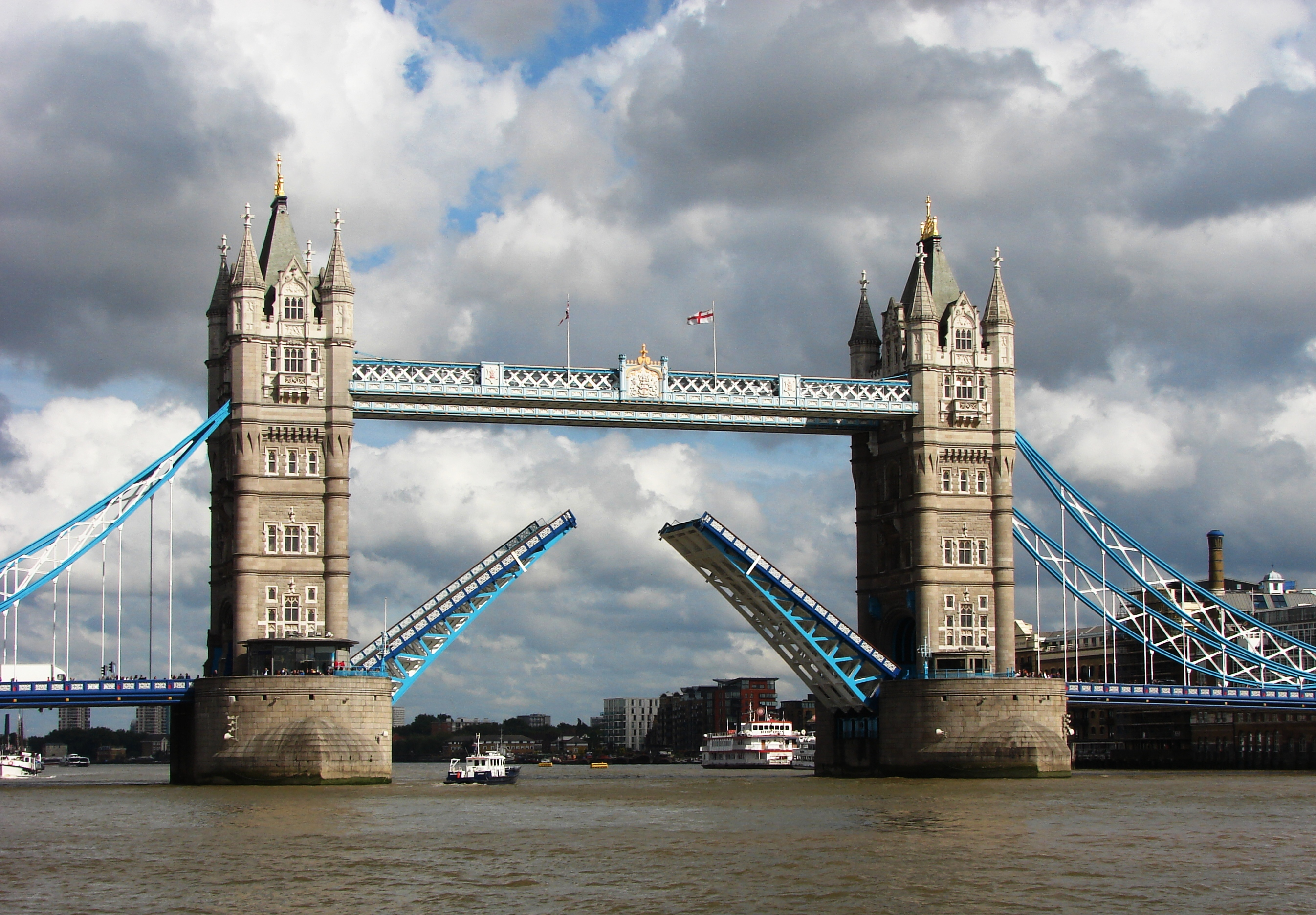
開橋時5
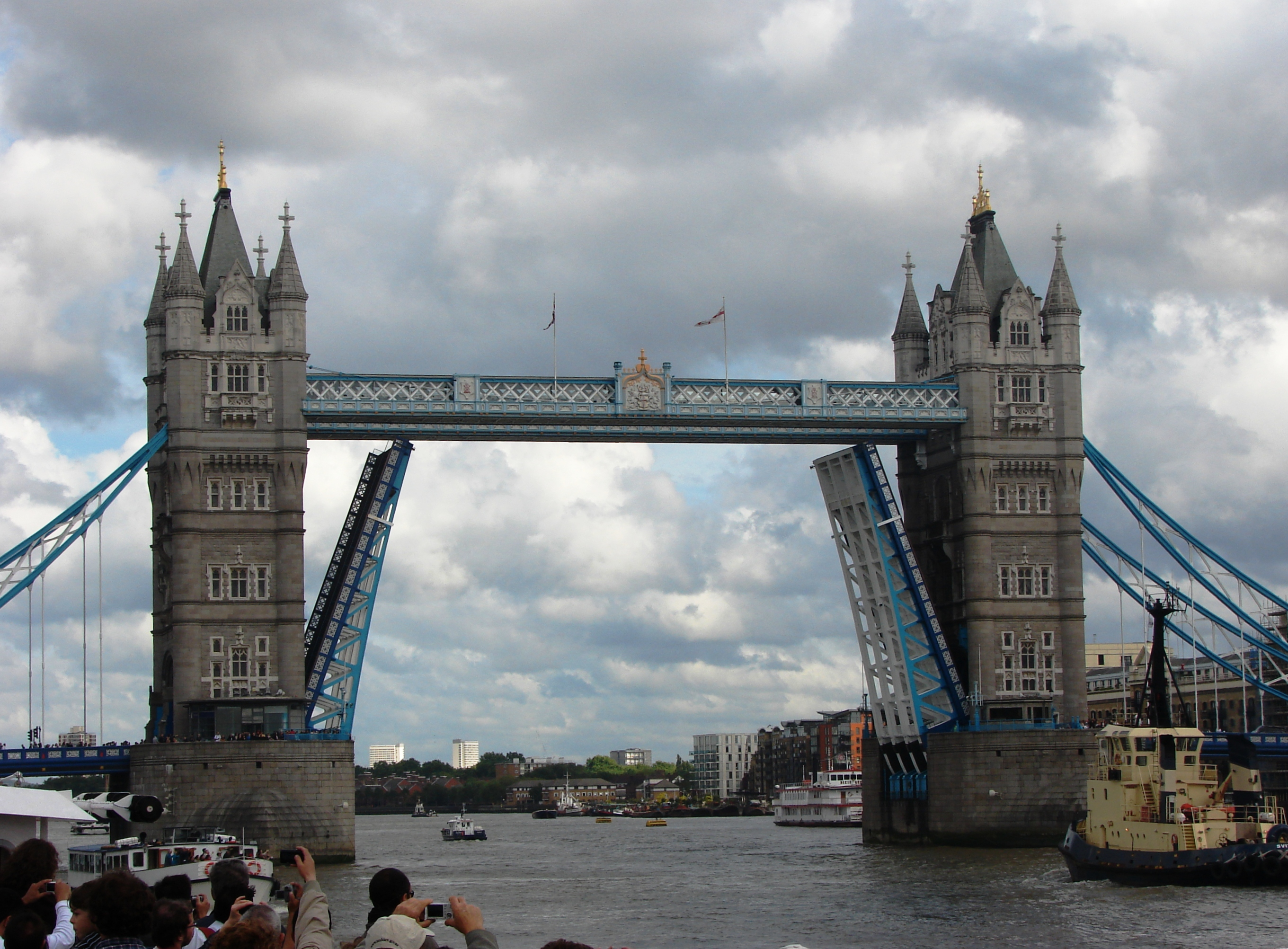
開橋時6
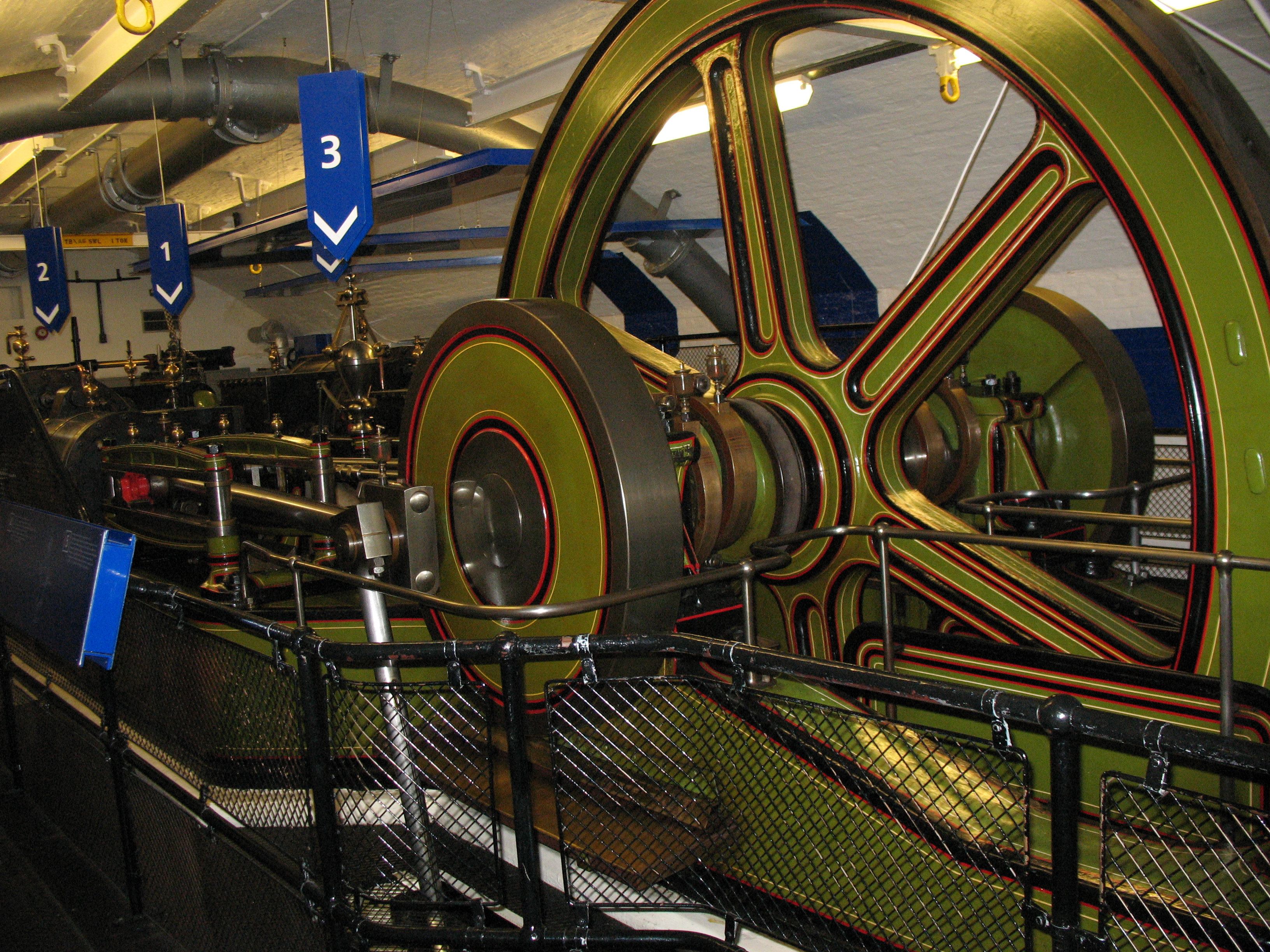
橋梁内部の水平式蒸気機関